# Station Crianlarich
Crianlarich is een spoorwegstation van National Rail in Stirling in Schotland. Het station is eigendom van Network Rail en wordt beheerd door ScotRail. 